# Philmont Scout Ranch
Philmont Scout Ranch (Philmont Spejderranch på dansk) er en ranch i det bjergrige Cimarron, New Mexico, ejet af Boy Scouts of America (BSA). Det er en lejr, hvor spejdere fra alle de forskellige delstater i USA, eller endda i verden, kan gå på treks i bjergene. Turene kan vare fra 7 til 12 dage. Der er også andre aktiviteter i Philmont for spejderne.

## Historie
Philmont var tidligere ejet af Waite Phillips, en rig olieindustrialist, indtil han gav Philmont til Boy Scouts of America i 1938. På det tidspunkt, hvor Phillips gav landet til BSA, var Philmont kendt som "Philturn Rockymountain Scoutcamp". Navnet "Philturn" kommer fra efternavnet Phillips, og også fra BSAs engelske slogan "do a good turn daily". Navnet blev senere ændret til det nuværende navn, Philmont Scout Ranch.

## Geografi
Philmont Scout Ranch, en af de største ungdomslejre i verden, har et areal på 567,28 km². Philmont ligger i Cimarron i Sangre de Cristo Mountains, New Mexico. Den højeste del på Philmont er Baldy Mountain, på 3.792 m højde.

## Lejre

### Base Camp
Base Camp er det administrative hovedkvarter for Philmont. De øvrige dele af Philmont, der ikke er Base Camp, er kendt som en del af "the backcountry".

### "Staffed camps"
En "staffed camp" er en lejr, hvor personalet bor om sommeren, og til at fungere deres lejrs aktiviteter. Abreu Camp, Rayado, og Rich Cabins er staffed camps.

### "Trail camps"
En "trail camp" er en lejr, hvor personalet ikke bor. Der er mere end 60 trail camps i Philmont.

## Naturkatastrofer
Der har været flere bemærkelsesværdige naturkatastrofer i Philmont Scout Ranch.

### Skovbranden 2002
Den 4. juni 2002 var der en meget stor skovbrand i Philmont. Stadigvæk i dag er virkningerne af skovbranden synlige i nogle områder af lejren. Den 4. juni blev alle på North Country område af Philmont evakueret, og North Country var midlertidigt lukket.
På grund af skovbranden blev Philmonts personale trænet meget mere i brandevakueringprocedurer. Sommetider kalder man denne skovbrand Ponil Complex Fire.

### Oversvømmelsen 2015
Den 27. og 28. juni 2015 var der en meget stor, muligvis den største, oversvømmelse i Philmont, især i North Country. Denne oversvømmelse dræbte den 13-årige spejder Alden Brock fra Rosemont, California. Spejderne i Sacramento ærede Brocks død, og alle gik til hans begravelse.

## Priser
Der er priser for spejderne, der gennemfører deres treks. Disse priser kan omfatte:
- Arrowhead Award
- 50-Miler Award
- "We All Made It" plaque
- Wilderness Pledge Guia
- Duty to God Award

## Danske spejdere på Philmont
Igennem årerne har en række danske spejdere arbejdet på Philmont Scout Ranch

### 2015
- Nicolai Emil Johansen - Danske Baptisters Spejderkorps